# 縣道156號
縣道156號（麥寮－饒平），西起雲林縣麥寮鄉麥寮市區，東至雲林縣莿桐鄉饒平與湳仔，全長共計30.327公里（公路總局資料）。

## 支線

### 甲線
縣道156甲線（湳仔－二崙），南起雲林縣二崙鄉湳仔，北至雲林縣二崙鄉二崙市區與惠來厝，全長共計1.968公里。

### 乙線
縣道156乙線（湳仔－石廟），北起雲林縣二崙鄉湳仔，南至雲林縣土庫鎮石廟接台78線土庫交流道，全長共計8.605公里。

## 行經行政區域
主線
全線均位於雲林縣境內。
| 麥寮鄉 | 麥寮市區   | 0.000  | 台17線                    | 公路起點                        |
| 麥寮鄉 | 麥寮交流道 | 0.500  | 台61線                    |                                 |
| 麥寮鄉 | 霄仁厝     | 0.915  | 雲8線                     |                                 |
| 麥寮鄉 | 霄仁厝     | 1.030  | 雲6線                     | 與雲6線共線起點                 |
| 麥寮鄉 | 霄仁厝     | 1.120  | 雲6線                     | 與雲6線共線終點                 |
| 麥寮鄉 | －         |        |                           |                                 |
| 麥寮鄉 | 崙仔外     | 1.600  | 雲5-1線                   | 雲5-1線終點                     |
| 麥寮鄉 | 崙仔外     | 2.810  | 雲5線                     |                                 |
| 崙背鄉 | 大有       | 4.285  | 雲9線                     | 與雲9線共線起點                 |
| 崙背鄉 | 大有       | 5.37   |                           |                                 |
| 崙背鄉 | 大有       | 5.135  | 雲9線                     | 與雲9線共線終點                 |
| 崙背鄉 | －         |        |                           |                                 |
| 崙背鄉 | 五塊厝     | 6.720  | 雲11線                    | 與雲11線共線起點                |
| 崙背鄉 | 五塊厝     | 6.835  | 雲11線                    | 與雲11線共線終點                |
| 崙背鄉 | 五塊厝     | －     | 雲13-1線                  |                                 |
| 崙背鄉 | 塩園       | －     | 雲13線                    |                                 |
| 崙背鄉 | 崙背市區   | －     | 雲6線                     | 雲6線終點                       |
| 崙背鄉 | 崙背市區   | －     | 雲17線                    | 雲17線終點                      |
| 崙背鄉 | 崙背市區   | 10.145 | 縣道154甲線               | 縣道154甲線終點                 |
| 崙背鄉 | 新田寮     | －     | 雲20線                    | 雲20線起點                      |
| 崙背鄉 | 羅厝       | 11.180 | 台19線                    |                                 |
| 崙背鄉 | 羅厝       | －     | 雲101線                   | 與雲101線共線起點               |
| 崙背鄉 | 羅厝       | －     | 雲101線                   | 與雲101線共線終點               |
| 崙背鄉 | 新鎮       | －     | 雲13線                    |                                 |
| 二崙鄉 | 三塊厝     | －     | 雲29線                    |                                 |
| 二崙鄉 | －         |        |                           |                                 |
| 二崙鄉 | 十八張犁   | －     | 雲31線                    | 雲31線終點                      |
| 二崙鄉 | 湳仔       | －     | 縣道156甲線 · 縣道156乙線 | 縣道156甲線起點 縣道156乙線起點 |
| 二崙鄉 | 湳仔       | －     | 雲32線                    | 雲32線起點                      |
| －     |            |        |                           |                                 |
| 西螺鎮 | 吳厝       | －     | 雲33線                    | 雲33線終點                      |
| 西螺鎮 | 吳厝       | 18.225 | 縣道145號                 | 與縣道145號共線起點             |
| 西螺鎮 | 吳厝       | －     | 縣道145號                 | 與縣道145號共線終點             |
| 西螺鎮 | 太和寮     | －     | 雲34線                    | 雲34線終點                      |
| 西螺鎮 | 公館       | －     | 雲41線                    | 雲41線終點                      |
| 西螺鎮 | 公館       | －     | 雲71線                    |                                 |
| 西螺鎮 | 鹿場       | －     | 雲45線                    | 雲45線終點                      |
| 莿桐鄉 | 鹿場       | －     | 雲77線                    | 雲77線起點                      |
| 莿桐鄉 | 甘厝       | －     | 雲45線                    | 雲45線終點                      |
| 莿桐鄉 | 甘厝       | －     | 雲49線                    | 與雲49線共線起點                |
| 莿桐鄉 | 甘厝       | －     | 雲49線                    | 與雲49線共線終點                |
| 莿桐鄉 | 莿桐市區   | 27.308 | 台1線                     | 與台1線共線起點                 |
| 莿桐鄉 | 莿桐市區   | －     | 台1線                     | 與台1線共線終點                 |
| 莿桐鄉 | 莿桐市區   | －     | 雲50線                    | 雲50線終點                      |
| 莿桐鄉 | －         |        |                           |                                 |
| 莿桐鄉 | 孩沙里     | －     | 雲47-1線                  | 雲47-1線終點                    |
| 莿桐鄉 | －         |        |                           |                                 |
| 莿桐鄉 | 湳仔       | 30.327 | 縣道154號                 | 公路終點                        |
| 莿桐鄉 | 饒平       | 30.327 | 縣道154號                 | 公路終點                        |
| 共線   |            |        |                           |                                 |

甲線
全線均位於雲林縣境內。
| 鄉鎮 市區 | 地點     | 里程 （km） | 交會道路                | 備註                        |
| --------- | -------- | ----------- | ----------------------- | --------------------------- |
| 二崙鄉    | 湳仔     | 0.000       | 縣道156號 · 縣道156乙線 | 公路起點 縣道156乙線起點    |
| 二崙鄉    | 二崙市區 | －          | 雲30線 · 雲31線         | 雲30線終點 與雲31線共線起點 |
| 二崙鄉    | 惠來厝   | －          | 雲30線 · 雲31線         | 雲30線終點 與雲31線共線起點 |
| 二崙鄉    | 二崙市區 | 1.968       | 縣道154甲線 · 雲31線    | 公路終點 與雲31線共線終點   |
| 二崙鄉    | 惠來厝   | 1.968       | 縣道154甲線 · 雲31線    | 公路終點 與雲31線共線終點   |
| 共線      |          |             |                         |                             |

乙線
全線均位於雲林縣境內。
| 二崙鄉 | 湳仔       | 0.000 | 縣道156號 · 縣道156甲線 | 公路起點 縣道156甲線起點      |
| －     |            |       |                         |                               |
| 虎尾鎮 | 北溪厝     | －    | 雲90線                  |                               |
| 虎尾鎮 | 北溪厝     | －    | 雲92線                  |                               |
| 虎尾鎮 | 北溪厝     | －    | 雲92線                  | 與雲92線共線起點              |
| 虎尾鎮 | 北溪厝     | －    |                         |                               |
| 虎尾鎮 | 北溪厝     | －    | 雲92線                  | 與雲92線共線終點              |
| 虎尾鎮 | －         |       |                         |                               |
| 虎尾鎮 | 北溪厝     | －    | （地區道路）            |                               |
| 虎尾鎮 | 廉使       | －    | （地區道路）            |                               |
| 虎尾鎮 | 吳厝       | －    | 縣道158號               | 與縣道158號共線起點           |
| 虎尾鎮 | 北溪厝     | －    | 縣道158號 · 雲95線      | 雲95線起點                    |
| 虎尾鎮 | 大屯       | －    | 縣道158號               | 與縣道158號共線終點           |
| 虎尾鎮 | 大屯       | －    | 雲94線                  | 雲94線起點                    |
| 虎尾鎮 | 大屯       | －    | 雲97線 · 雲97-1線       | 與雲97線共線起點 雲97-1線終點 |
| 土庫鎮 | 石廟       | －    | 雲97線 · 雲97-1線       | （同上）                      |
| 土庫鎮 | 土庫交流道 | 8.605 | 台78線 · 雲97線         | 公路終點 與雲97線共線終點     |
| 共線   |            |       |                         |                               |

## 沿線路名
| 主線 - 中山路 - 三和路 - 湳子路 - 文賢路 - 中正路 - 延平路 - 莿桐北路二段 - 和平路 | 甲線 - 裕民路 - 民生路 | 乙線 - 科虎路 - 虎興南路 |

## 沿線設施與景點
| 主線 - 麥寮交流道（ 台61線） - 雲林縣麥寮鄉興華國民小學 - 開路地藏王廟 - 雲林縣崙背鄉東興國民小學 - 雲林縣二崙鄉三和國民小學 - 雲林縣西螺鎮文賢國民小學 - 雲林縣莿桐鄉育仁國民小學 |  | 乙線 - 高鐵雲林站 - 中科虎尾園區 - 土庫交流道（ 台78線） |